# 가오싱젠
가오싱젠(중국어: 高行健, 병음: Gāo Xíngjiàn, 한자음: 고행건, 1940년 1월 4일 ~ )은 중화인민공화국에서 출생한 프랑스의 소설가, 극작가, 비평가, 번역가, 연출가, 화가이다. 중국어권 작가 사상 처음으로 노벨문학상을 수상하였다.

## 생애
1940년 1월 4일 중화민국 국민정부 시대 중화민국 장시성 간저우시에서 출생하였으며 지난날 한때 국민정부 시대 중화민국 장쑤성 타이저우 시에서 잠시 유아기를 보낸 적이 있다. 그는 1957년부터 1962년까지 베이징 외국어대학에서 프랑스어문학과를 다녔으며, 또한 1970년부터 1987년까지는 중국 공산당의 당원이었다.
문화 대혁명이 끝난 이후부터 번역가로 활동하기 시작했고 1978년 이후부터 여러 소설과 희곡을 발표하였다. 하지만 그의 친국민당적인 사상이 문제가 되자 중화인민공화국 당국은 중국 공산당 당국을 비판했다는 이유로 그를 반체제 인사로 지목하였다. 이를 계기로 1987년에 프랑스에 망명을 신청했고 1998년에는 프랑스 시민권을 취득하면서 중국계 프랑스인이 되었다. 1992년에는 프랑스 정부로부터 예술 문학 훈장을 받았지만 그의 작품들은 중국에서 금서로 지정되었다.
2000년에는 날카로운 통찰력, 언어적 독창성이 드러나는 작품을 통해 중국어 소설과 드라마의 새로운 길을 연 실적을 인정받아 해외로 망명한 중국어권 작가로는 사상 처음으로 노벨 문학상 수상자로 선정되었지만 중국에서는 그가 노벨 문학상 수상자로 선정된 것에 비난이 일기도 했다.

## 주요 작품

### 희곡
- 《절대 신호 (絕對信號)》 (1982년 작)
- 《버스 정류장 (車站)》 (1983년 작)
- 《야인 (野人)》 (1985년 작)
- 《피안 (彼岸)》 (1986년 작)
- 《도망 (逃亡)》
- 《삶과 죽음 사이 (生死界)》
- 《산해경전 (山海經傳)》
- 《저승 (冥城)》
- 《밤에 유랑하는 신 (夜游神)》
- 《8월의 눈 (八月雪)》

### 소설
- 《내 할아버지를 위한 낚싯대 (給我老爺買魚竿)》 (1986년-1990년 작)
- 《영혼의 산 (靈山)》 (1989년 작)
- 《나 혼자만의 성경 (一個人的聖經)》 (1998년 작)

## 같이 보기
- 중국 문학
- 노벨 문학상 수상자 목록